# Set in Stone
Set in Stone è il secondo album in studio da solista del cantante irlandese Brian McFadden, già membro dei Westlife, pubblicato nel 2008.

## Tracce
1. Twisted – 3:53
2. Like Only a Woman Can – 3:52
3. Get Away – 3:24
4. Room to Breathe – 5:33
5. Jones – 2:58
6. Alice in Wonderland – 4:06
7. Everything But You – 4:03
8. Forgive Me Twice – 4:26
9. Zoomer – 3:34
10. Set in Stone – 4:49